# XLV народно събрание
Четиридесет и петото народно събрание (XLV НС) е обикновено народно събрание на България, сформирано според резултатите от парламентарните избори в България, проведени на 4 април 2021 г. То е третото най-кратко обикновено народно събрание (след XVI и XX ОНС) в българската история, заседавало само 9 пъти.
Първото му заседание се провежда на 15 април 2021 г. и е открито от най-възрастния депутат – Мика Зайкова от ИТН (на 79 години). На него за председател на парламента е избрана Ива Митева (Има такъв народ), а за заместник-председатели Цвета Караянчева (ГЕРБ – СДС), Кристиан Вигенин (БСП), Виктория Василева (Има такъв народ), Мукаддес Налбант (ДПС), Атанас Атанасов (Демократична България) и Татяна Дончева (Изправи се! Мутри вън!)
На 16 април 2021 г., народното събрание гласува оставката на премиера Борисов и кабинета му.
На 20 април 2021 г. Президентът връчва проучвателен мандат за съставяне на правителство на кандидата за министър-председател на първата по численост в Народното събрание парламентарна група ГЕРБ – Даниел Митов. Поради заявения отказ от страна на партиите на протеста, както и на БСП и ДПС да участват в управлението заедно с ГЕРБ, те връщат мандата на 23 април 2021 г. отваряйки път на втората по численост партия в Народното събрание, парламентарната група на Има такъв народ за съставяне на правителство. На 28 април 2021 г. техния кандидат за министър-председател Антоанета Стефанова връща мандата още при получаването му с мотива, че партиите на протеста нямат достатъчно гласове за съставяне на правителство и подчертава категоричното нежелание за влизане в коалиция с ГЕРБ, БСП и ДПС. След отказа и на втората по численост партия в Народното събрание, Президента заявява, че ще връчи на 5 май 2021 г. третия мандат на БСП. На 1 май 2021 г. след заседание на Националния съвет на БСП по време на пресконференция лидерът на партията Корнелия Нинова заявява, че партията ще върне третия мандат. С този ход окончателно става ясно, че новото Народно събрание няма да излъчи правителство, което е без прецедент в българската история.
Президентът разпуска Народното събрание на 12 май 2021 г., насрочва предсрочни парламентарни избори на 11 юли 2021 г. и назначава служебно правителство.

## Ръководство
| Длъжност              | Народен представител | Парламентарна група    |
| --------------------- | -------------------- | ---------------------- |
| Председател           | Ива Митева           | Има такъв народ        |
| Заместник-председател | Виктория Василева    | Има такъв народ        |
| Заместник-председател | Цвета Караянчева     | ГЕРБ – СДС             |
| Заместник-председател | Кристиян Вигенин     | БСП за България        |
| Заместник-председател | Атанас Атанасов      | Демократична България  |
| Заместник-председател | Мукаддес Налбант     | ДПС                    |
| Заместник-председател | Татяна Дончева       | Изправи се! Мутри вън! |

## Депутати по парламентарни групи

### ГЕРБ – СДС (75)
Парламентарната група „ГЕРБ – СДС“ има 75 народни представители.

### Има такъв народ (51)
Парламентарната група „Има такъв народ“ има 51 народни представители.

### БСП за България (43)
Парламентарната група „БСП за България“ има 43 народни представители.

### Движение за права и свободи (30)
Парламентарна група „Движение за права и свободи“ (ДПС) има 30 народни представители.

### Демократична България (27)
Парламентарна група „Демократична България“ има 27 народни представители.
В състава на политическа сила „Демократична България – Обединение“ влизат партиите Да, България!, ДСБ и Зелено движение. На изборите печелят 9.45 % от гласовете.

### Изправи се! Мутри вън! (14)
Парламентарна група „Изправи се! Мутри вън!“ има 14 народни представители.